# Halicyclops canuensis
Halicyclops canuensis is een eenoogkreeftjessoort uit de familie van de Halicyclopidae. De wetenschappelijke naam van de soort is voor het eerst geldig gepubliceerd in 1890 door Bourne.